# Tasiocera bucephala
Tasiocera bucephala är en tvåvingeart som beskrevs av Alexander 1931. Tasiocera bucephala ingår i släktet Tasiocera och familjen småharkrankar. Inga underarter finns listade i Catalogue of Life.